# Liste der Direktoren und Rektoren der Technischen Universität Riga

Heutiges Logo der RTU

Die Liste der Direktoren und Rektoren der Technischen Universität Riga führt die Personen auf, die Direktor bzw. Rektor an der RTU oder ihren Vorgängern waren.

## Liste

### Polytechnikum zu Riga (1862–1896)
- Ernst Nauck (Direktor, 1862–1875)
- Gustav von Kieseritzky (Direktor, 1875–1885)
- August Lieventhal (Direktor, 1885–1891)
- Theodor Grönberg (Direktor, 1891–1896)

### Polytechnisches Institut Riga (1896–1918)
- Theodor Grönberg (Direktor, 1896–1902)
- Paul Walden (Direktor, 1902–1905)
- Woldemar von Knieriem (Direktor, 1906–1916)
- Paul Walden (Direktor, 1917–1918)

### Baltische Technische Hochschule (1918–1919)
- Paul Walden (Direktor, 1918–1919)

### Polytechnisches Institut Riga (1958–1983)
- Kristaps Neilands (Rektor, 1958–1960)
- Aleksandrs Mālmeistars (Rektor, 1961–1963)
- Aleksandrs Veiss (Rektor, 1963–1983)

### Polytechnisches Arvīds-Pelše-Institut Riga (1983–1990)
- Aleksandrs Veiss (Rektor, 1983–1985)
- Egons Lavendelis (Rektor, 1985–1990)

### Technische Universität Riga (seit 1990)
- Egons Lavendelis (Rektor, 1990–1999)
- Ivars Knēts (Rektor, 1999–2011)
- Leonīds Ribickis (Rektor, seit 2011)